# Nettersheim
Nettersheim est une commune de Rhénanie-du-Nord-Westphalie (Allemagne), située dans l'arrondissement d'Euskirchen, dans le district de Cologne, dans le Landschaftsverband de Rhénanie.
La localité était l'une des sources alimentant l'aqueduc de l'Eifel, au lieu-dit Grüner Pütz, qui approvisionnait en eau Cologne, distante d'environ 95 kilomètres.